# Kim Isabu
Kim Isabu es un general y político del siglo VI y, según el Samguk Sagi(삼국사기)es la cuarta generación del rey Naemul(내물왕) del antiguo reino de Shilla (actual una parte de Corea) [cita requerida]. Isabu es bien conocido por el hecho de incorporar el Usanguk(우산국), pequeño país ubicado en las áreas del Mar del Este que incluía las islas Ulleungdo y Dokdo, al reino de Shilla de Corea.

## Carrera militar
Durante el reinado del rey Jijeung(지증왕), Isabu fue nombrado como gobernador de la región Siljikju(실직주)[cita requerida], (actual municipio de Samcheok de la provincia de Gangwon) y luego nombrado como gobernador de la región Hasla(하슬라)[cita requerida] (actual municipio de Gangneung de la provincia de Gangwon).
Durante este período, Silla, inclusive las zonas del interior, sufrieron una gran cantidad de daños debido a los repetidos ataques por parte de Usanguk[cita requerida]. Sin embargo el pueblo del país Usanguk, creía que Silla no iba a conquista su país debido a las características geográficas que tenían. Isabu se comprometió a conquistar Usanguk a pesar de que la geografía no fuese el único obstáculo en la conquista. El mayor problema era que Usanguk estaba formado por tribus independientes dedicadas en la pesca[cita requerida] y que, por tanto, era difícil de someterlos al reino de Shilla si no se hacía una a una.
Entonces Isabu inventó una estrategia. Instaló un león de madera en un barco que navegó hasta el pueblo de Usanguk y amenazó con liberar a ese animal feroz y matar a todos si no se rendían.[cita requerida] Al final, la maniobra fue exitosa y el pueblo de Usanguk se rindió, y en el 512, Usanguk se incorporó a la tierra de Silla.[cita requerida] El hecho de que las islas de Ulleungdo y Dokdo formaban partes del territorio de Usanguk está registrado en varios documentos históricos, como Dongkukmunheonbigo (동국문헌비고) publicado en 1770.[cita requerida]
En el 541, lsabu, ya había ganado un gran poder militar, y expandió el territorio de Shilla hasta Baekje (백제) y Goguryeo (고구려).[cita requerida] Además, Isabu derrotó la Federación de Gaya (가야) incorporando Daegaya(대가야), comenzando el reino de Silla a dominar la región sudeste de la península coreana.[cita requerida]
- Datos: Q712263